# Portugees-India
Portugees-India (Port. Índia Portuguesa of Estado da Índia) was het amalgaam van Portugese koloniale bezittingen op het Indische subcontinent. Toen India in 1947 onafhankelijk werd, omvatte Portugees-India een aantal enclaves op de westelijke kust van India, meer bepaald het belangrijkste deel van de Portugese bezittingen, Goa, maar ook de kustenclaves Daman en Diu en de in het binnenland gelegen enclaves Dadra en Nagar Haveli. De Portugese territoria werden ook wel collectief met de naam "Goa" aangeduid.

## Verlies van de kolonie
Na de onafhankelijkheid van India, weigerde Portugal in te gaan op het Indiase verzoek tot overgave van zijn bezittingen op het subcontinent. In 1954 werden de enclaves van Dadra en Nagar Haveli door ongeregelde bendes overgenomen. India weigerde de overtocht van Portugese troepen om de orde te herstellen, en annexeerde het gebied uiteindelijk in augustus 1961. Op 18 december 1961 viel het de andere gebieden binnen en ging het tot de annexatie ervan over.
Het regime van António de Oliveira Salazar weigerde de Indiase soevereiniteit over de gebieden te erkennen, en de territoria bleven tot 1974 vertegenwoordigd in het Portugese parlement. Na de Anjerrevolutie knoopte de nieuwe regering opnieuw diplomatieke betrekkingen aan met India en erkende ze de Indiase soevereiniteit over het voormalige Portugees-India, hoewel de inwoners ervan het recht op het Portugese staatsburgerschap behielden.